# 왕비의 계곡
왕비의 계곡(아랍어: وادي الملكات Wādī al-Malekāt[*], 영어: Valley of the Queens)은 이집트 룩소르 인근에 위치한 유적지로, 기원전 1560년경부터 기원전 1130년경까지 고대 이집트의 왕비, 왕자와 공주, 고위 관리들이 묻힌 왕릉지이다. 이집트의 통치자였던 파라오는 왕가의 계곡에 수장되었다.
왕비의 계곡은 고대 이집트 당대에는 '타세트네페루' (Ta-Set-Neferu)라는 이름으로 불렸으며 이는 '미(美)의 궁전' 내지는 '왕자녀의 궁전'이란 뜻을 동시에 내포하고 있다. 왕비의 계곡은 1900년대 초 에르네스토 스키아파렐리와 프란체스코 발레리니가 처음으로 무덤 발굴에 나서면서 조사가 이루어지게 되었다.
왕비의 계곡은 대다수 무덤이 모여 있는 본 계곡을 중심으로 아모세 왕자 계곡, 밧줄 계곡, 3갱 계곡, 고인돌 계곡이란 별칭의 부속계곡으로 이루어져 있다. 본 계곡에 위치한 무덤은 총 91개, 그 아랫계곡에 위치한 무덤은 총 19개이다. 왕비의 계곡에 위치한 무덤들의 조성시기는 모두 제18왕조 시대로 거슬러 올라간다.
왕비의 계곡을 매장지로 택한 이유는 알 수 없으나, 왕릉 조성 인부들의 마을이었던 데르 엘 메디나나 왕가의 계곡과 인접해 있다는 점이 그 이유로 제기되고 있다. 계곡 입구에 하토르에게 헌정한 신성한 석굴이 존재했다는 설도 존재하는데, 죽은 자의 회춘을 바라는 목적이었을 가능성도 제기된다.
왕비의 계곡은 왕가의 계곡, 테베 유적과 함께 1979년 유네스코 세계문화유산으로 등재되었다.

## 지질학
왕비의 계곡은 지질학적으로 석회암, 이회암, 점토, 백악, 셰일으로 구성된 지반 위에 위치해 있다. 이곳의 점토질은 계곡 전반에 걸쳐 반복되는 돌발홍수로 인해 팽창과 수축을 겪는다. 이러한 수축 현상은 계곡 내부의 무덤에 구조적 불안정과 손상을 초래하는 한 가지 원인으로 작용하였다. 점토 퇴적물의 수축과 지각변동으로 인한 산사태는 무덤 뿐만 아니라 그 내부의 벽화까지 손상시키는 결과를 낳았다.
왕비의 계곡이 자리한 지형은 플라이오세와 플라이스토세 시대의 단층 작용과 그에 따른 침하를 통해 형성되었다. 원래 수평이었던 지층도 점차 경사면으로 바뀌게 되었으며, 그 내부의 경석고, 석고, 암염 등의 퇴적물이 드러났다. 지면에 있는 암염의 염분 또한 무덤 안의 그림에 손상을 주었으며, 지하수의 침투 역시 무덤 내에서 소금이 용해되고 재결정화되는 원인으로 작용했다.
왕비의 계곡 무덤 내부를 회칠하는 과정에서 점토와 더불어 석고가 재료로 사용되었던 것으로 널리 알려져 있다. 그러나 문헌사료의 부족으로 고대에 사용된 회반죽의 정확한 구성 성분을 파악하기란 어렵다. 계곡 무덤에 사용된 회반죽의 색상, 경도, 양의 차이도 존재하기 때문에 섣불리 단정할 수 없는 부분에 해당된다.

## 역사

### 제18왕조
왕비의 계곡에서 가장 먼저 조성된 무덤은 세케넨레 타오 (Seqenenre Tao)와 왕비 시트제후티 (Sitdjehuti)의 딸인 아모세 공주의 무덤이 꼽힌다. 무덤의 조성시기는 투트모세 1세의 재위기로 추정된다. 이 시기에 조성된 무덤으로는 마구간장이나 재상 등 여러 귀족의 무덤들도 있었다.
3갱 계곡 (Valley of the Three Pits)에 위치한 무덤들의 조성시기는 대부분 투트모세 왕조 시대 (제18왕조)로 거슬러 올라간다. 각 무덤의 명칭은 A부터 L까지  로마자로 구분된다. 여기에 갱도형 무덤도 3곳이 존재하는데, 각각 QV89, QV90, QV91로 넘버링되어 있으며, 3갱 계곡이라는 명칭도 이 갱도의 존재에서 유래하였다.
고인돌 계곡 (Valley of the Dolmen)에는 데르 엘 메디나에서 왕비의 계곡을 잇는 옛길이 하나 있는데 공사 인부들이 사용한 것으로 보인다. 이 길을 따라서는 창조신 프타와 메렛세게르를 모시는 작은 바위 사원이 있다.
이 시기의 무덤들은 방 하나와 통로로 구성되며, 대체로 단순한 형태를 띠고 있다. 일부 무덤은 여러 시신을 매장할 수 있도록 그 크기를 늘렸다. 그 대상은 왕자와 공주, 귀족 등이 있었다.
박물관에 소장되었던 왕족 무덤의 부장품 가운데 한동안 왕비의 계곡의 무덤에서 출토되었던 것으로 여겨진 것들이 다수 있었다. 그러나 세부조사 결과 왕비 헤누트의 카노푸스 항아리, 왕자 멘케페레, 왕의 대비 네벳네하트 (Nebetnehat)의 이름이 새겨진 카노푸스 항아리, 왕녀 티 (Ti)의 이름이 새겨진 카노푸스 항아리 등이 발견되었으며, 이들 모두 왕비의 계곡에서 북서쪽으로 4.5km 떨어진 바이리야 계곡의 갱도형 무덤에서 나온 것으로 정정되었다.

### 제19왕조

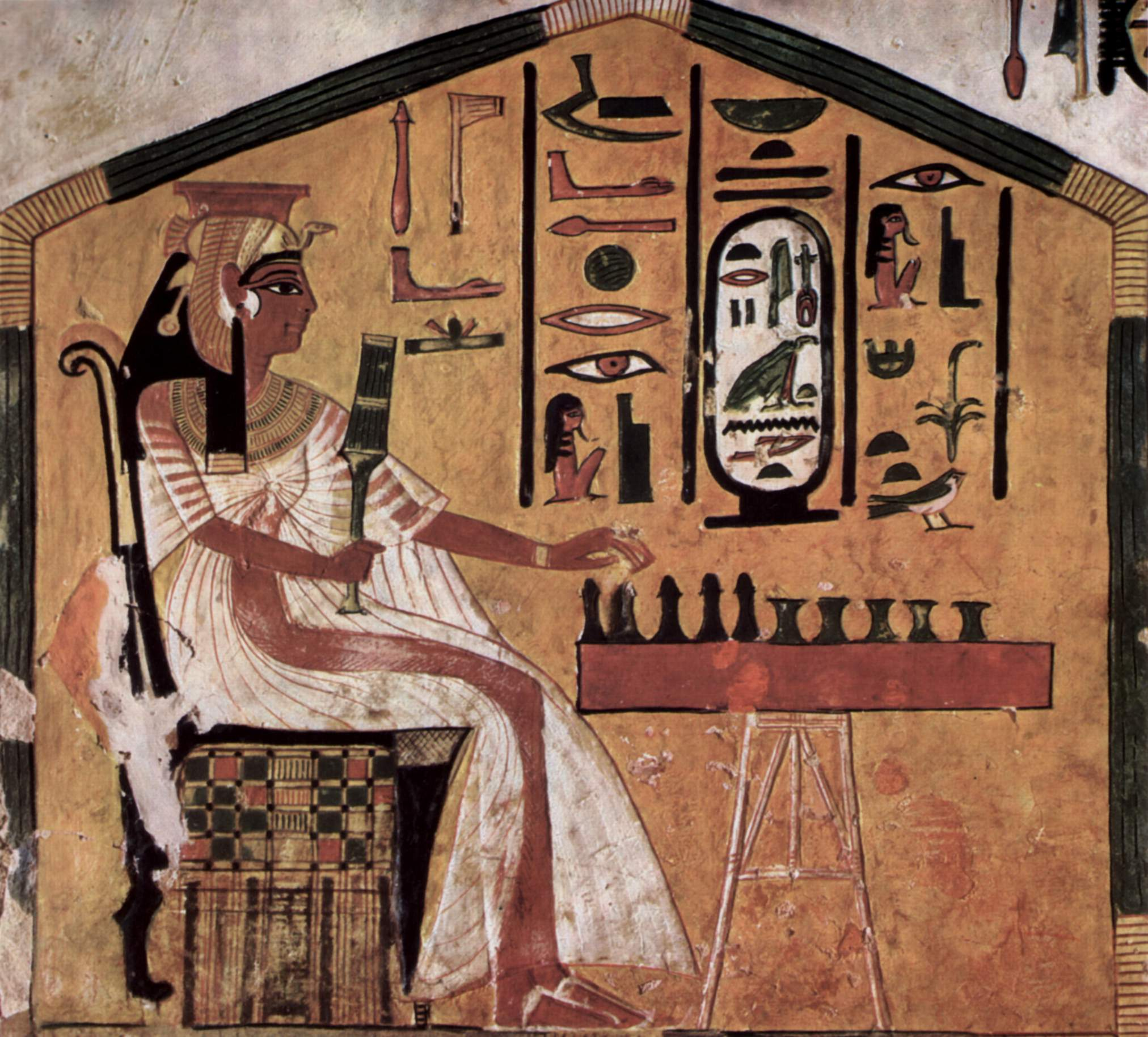
네페르타리의 무덤 벽화

제19왕조기에 이르러 왕비의 계곡은 한층 엄선된 주인을 모시는 용도로 나아가게 되었다. 이 시기의 무덤은 전반적으로 왕가의 여성이 차지하고 있으며, 람세스 1세, 세티 1세, 람세스 2세의 대비 중 다수가 이곳에 묻혔다. 대표적인 무덤으로 바위를 파내어 조성한 네페르타리 왕비(기원전 1290~1224년)의 무덤이 있으며, 이곳의 채색 부조는 잘 보존된 상태로 남아 있다. 왕비 외에 다른 왕족들도 관행대로 묻히기도 하였는데, 람세스 2세의 아들들의 무덤인 KV5 무덤이 그 예시이다.
제19왕조 시기에 조성된 최초의 무덤은 사트르 왕비의 무덤(QV 38)이었을 가능성이 높다. 이 무덤의 조성은 람세스 1세 재위기에 시작되어 세티 1세 재위기에 끝난 것으로 추정된다. 다수의 무덤이 주인을 정하지 않고 만들어졌으며, 따라서 그 명칭도 왕비가 사망하고 나서 정해지는 형식이었다.

### 제20왕조
제20왕조 초기에도 왕비의 계곡은 여전히 널리 활용되었지만 동시에 무덤이 조성되는 마지막 왕조이기도 했다. 람세스 3세의 왕비들의 무덤이 이곳에 조성되었으며, 이전 왕조의 관행과는 달리 왕자의 무덤도 여러 곳이 조성되었다. 토리노 파피루스에는 람세스 6세 재위기에 6기의 무덤이 건설되었다고 기록되어 있어, 무덤의 건설도 최소한 이 시기까지는 계속된 것으로 본다. 다만 파피루스에서 언급한 무덤이 어떤 무덤인지는 알 수 없다.
제20왕조기에는 경제적 혼란이 닥친 것으로 파악되는데, 기록에 따르면 람세스 3세 재위기에 인부들이 파업을 벌였으며, 왕조 말기에는 도굴 사건이 벌어졌다는 기록도 남아 있다.

### 제3중간기 이후

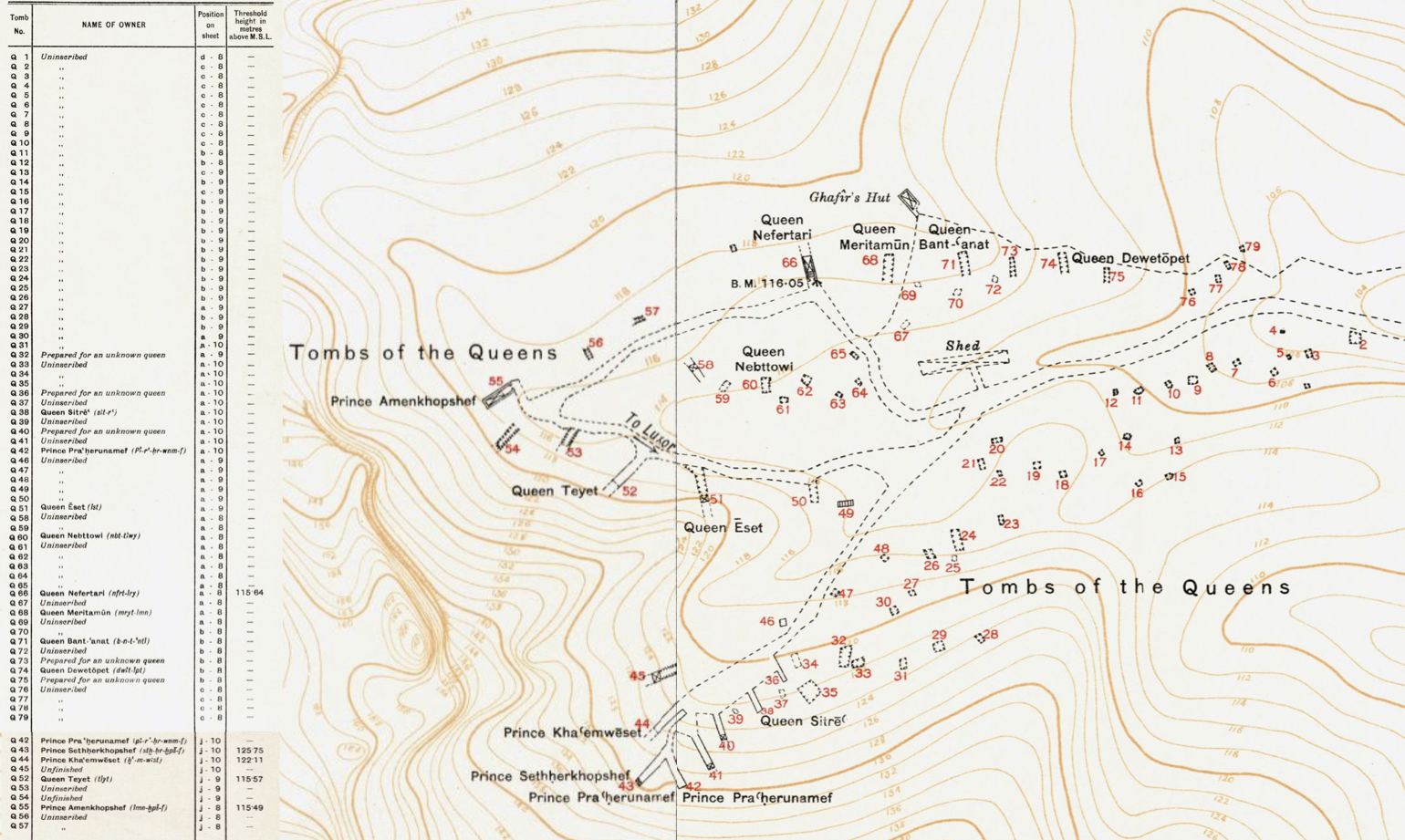
이집트 당국의 조사에 따른 왕비의 계곡 지도

제20왕조를 끝으로 왕비의 계곡은 더 이상 왕족의 무덤으로 사용되지 않았다. 여러 무덤이 널리 재사용되기도 하였으며, 다른 주인의 수장을 위해 내부를 수차례 바꾼 무덤도 많았다. 어떤 무덤은 기존의 구조물에 매장용 갱도를 추가로 파기도 하였다.
프톨레마이오스 왕조 대에 왕비의 계곡이 어떻게 사용되었는가에 대해서는 알려진 바가 없으나, 로마 제국 시대에는 다시 매장지로 널리 사용된 것으로 분석된다. 콥트교가 전래되면서부터는 은둔자를 위한 피난처가 조성되기도 하였다. QV60(네베타위)와 QV73(헤누타위)의 경우, 내부 벽화를 석고로 덮고 기독교 상징을 새기는 등 콥트교도가 머무르던 흔적이 남아 있다. 무덤에서 발견되는 기독교의 흔적은 그 연대가 서기 7세기까지 지속된다.

## 보존 문제
왕비의 계곡은 앞서 환경적 구조에 따른 문제 외에도 관광객 포화 문제 등 여러 요인으로 인한 보존 문제가 심각하게 제기되고 있으며, 이에 대응하려는 노력도 다방면으로 이루어지고 있다.

### 관광객 포화
왕비의 계곡은 비교적 작은 규모와 민감한 조성환경으로 인해 이곳을 찾는 수많은 관광객들로 인한 영향에 시달리고 있다. 인간이 내뿜는 습기와 이산화탄소의 불균형은 내부의 벽화 등에 지속적인 훼손을 초래한다. 낙서 행위나 접촉, 좁은 공간으로 인한 머리 부딪힘 등도 무덤 훼손을 유발하는 원인으로 꼽힌다.
일부 무덤에 설치된 조명 기구 또한 보존활동에 위협이 되고 있다. 방문객의 옷에서 나오는 많은 양의 보풀도 공중에 떠다니며 무덤 바닥과 기타 기구에 쌓이면서 화재 위험을 증가시킨다. 보풀이 현대식 조명 기구에 쌓이면 발화 가능성이 커지기 때문이다.
왕비의 계곡을 찾는 관광객들로 인한 영향을 최소화하고 훼손을 방지하기 위한 조치로는 관광객 통행을 통제하는 커버형 통로를 조성하는 것으로, 네페르타리의 무덤 (QV66) 등 인기 있는 무덤에는 보호막을 씌우는 등의 조치를 취하고 있다. 또한 네페르타리의 무덤은 관람시간을 15분으로 제한하고, 별도 입장권을 구매해야 하며, 무덤 내부에 공기순환 시스템을 갖추는 등의 보존 노력을 가하고 있다. 다른 무덤에도 보존을 위해 특수 아크릴 보호막과 나무바닥이 설치되어 있다.

### 야생동물의 영향
왕비의 계곡의 개방형 무덤에는 대체로 크고 작은 야생박쥐가 군집해 있다. 박쥐는 자연생태계에는 유익하지만 무덤이나 벽화, 관광객들의 건강에는 해롭다. 박쥐의 소변과 배설물은 무덤 건축과 장식에 사용된 석재, 석고, 색소를 손상시키며, 배설물로 인해 관광객이 히스토플라스마증에 감염될 가능성도 높인다. 박쥐 무리와의 접촉 또한 박쥐 물림과 광견병의 전파 가능성을 높인다.
이에 대한 조치로 박쥐가 무덤 내부를 차지하지 않도록 문을 설치하는 작업이 이루어지고 있다. 이에 앞서 박쥐를 무덤에서 내보내는 작업이 선제적으로 이루어진다. 다만 QV15, QV48, QV78 등 일부 보존가치가 떨어지는 무덤의 경우 생태학적 중요성에 따라 박쥐가 드나들 수 있도록 계속 개방된 상태로 남아 있다.

## 관련 문헌
- Sims, Lesley (2000). 《A Visitor's Guide to Ancient Egypt》. Saffron Hill, London: Usborne Publishing. ISBN 0746030673.